# Baruch
Baruch  è un nome proprio di persona italiano maschile.

## Varianti
- Maschili: Barucco[1][3]

### Varianti in altre lingue
- Catalano: Baruc[4]
- Ebraico: בָּרוּך (Baruch, Barukh)[5].
- Inglese: Baruch[5]
- Latino: Baruch[3]
- Spagnolo: Baruch[4]

## Origine e diffusione
Riprende il nome di Baruc, uno dei profeti minori della Bibbia. Etimologicamente, risale all'ebraico בָּרוּך (baruch), che vuol dire "benedetto"; ha quindi lo stesso significato dei nomi Barak, Eulogio e Benedetto, e quest'ultimo veniva anche usato, talvolta, per "tradurlo" in italiano.
In italiano il nome ha una diffusione trascurabile, limitata principalmente alle comunità ebraiche. In inglese, il nome è in uso dal XVI secolo.

## Onomastico
L'onomastico viene festeggiato il 1º novembre, giorno di Ognissanti, in quanto il nome non è portato da alcun santo, ed è quindi adespota.

## Persone

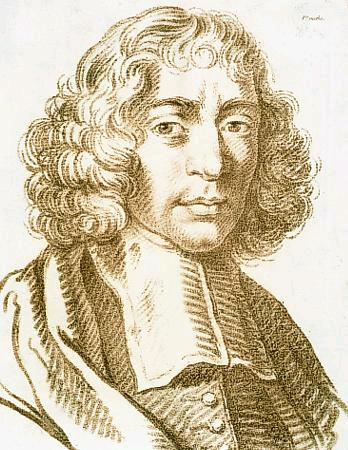
Baruch Spinoza

- Baruch Ashlag, rabbino e cabalista israeliano
- Baruch Blumberg, biochimico statunitense
- Baruch Goldstein, medico statunitense
- Baruch Korff, attivista israeliano
- Baruch Lumet, attore polacco naturalizzato statunitense
- Baruch Spinoza, filosofo olandese

## Il nome nelle arti
- Baruch è un personaggio del romanzo di Philip Pullman Il cannocchiale d'ambra, facente parte della serie Queste oscure materie.